# Vorticismus
Vorticismus bylo krátce trvající modernistické hnutí v Británii počátkem 20. století. Hnutí bylo částečně inspirováno kubismem a bylo vyhlášeno v roce 1914 v prvním čísle časopisu BLAST, které obsahovalo jeho manifest. Hnutí odmítalo krajinomalbu, akty a jiné realistické zobrazování ve prospěch geometrického stylu směřujícího k abstrakci. Hrůzy první světové války, lidské utrpení a devastace krajiny nakonec vedlo k tomu, že z těchto umělců zcela vyprchalo jejich nadšení pro vorticismus. Vorticismus byl založen v Londýně, ale měl mezinárodní ambice.

## Založení
Hnutí vorticismu mělo počátek v Rebel Art Center, které Wyndham Lewis a další založili jako vyjádření nesouhlasu se zakladatelem Omega Workshops Rogerem Fryem. Má kořeny ve skupině anglických spisovatelů, intelektuálů, filozofů a umělců Bloomsbury Group, kubismu a futurismu. Lewis sám viděl vorticismus jako nezávislou alternativu ke kubismu, futurismu a expresionismu. Ačkoli tento styl vyrůstal z kubismu, je více příbuzný futurismu ve svém pojetí dynamiky, věku strojů a obecně moderních věcí (viz kubofuturismus). Vorticismus se však od futurismu lišil způsobem, jakým se tento styl snažil zachytit pohyb v obraze. Ve vorticistní malbě je moderní život zobrazen jako změť odvážných linií a drsných barev, které vedou oko diváka do středu plátna. Název Vorticismus vytvořil Ezra Pound v roce 1913, ačkoli Lewis, obvykle považovaný za ústřední postavu hnutí, maloval obrazy v tomto stylu již o rok či dva dříve.

## Manifest vorticismu

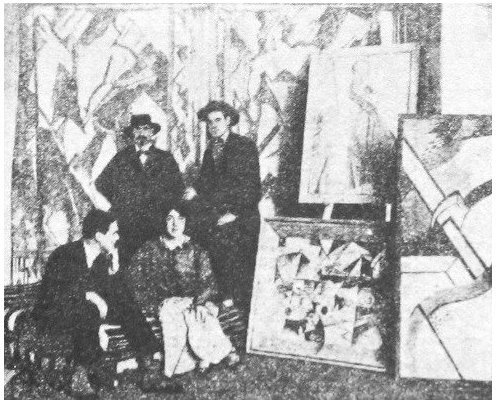
Kate Lechmere, Cuthbert Hamilton (sedící), Edward Wadsworth a Wyndham Lewis v Rebel Art Centre, březen 1914

Jedenáct signatářů manifestu vorticismu bylo:
- Richard Aldington
- Malcolm Arbuthnot (jako jediný fotograf)
- Lawrence Atkinson
- Jessica Dismorr
- Henri Gaudier-Brzeska
- Cuthbert Hamilton
- Wyndham Lewis
- Ezra Pound
- William Roberts
- Helen Saunders
- Edward Wadsworth

Ostatní umělci, kteří přispěli k rozvoji hnutí: David Bomberg, americký fotograf Alvin Langdon Coburn, sochař Jacob Epstein (zejména skulptura Rock Drill, Vrtací kladivo), Frederick Etchells, anglický malíř Christopher Nevinson nebo Dorothy Shakespear.

## ČasopisBLAST
Vorticisti publikovali dvě vydání literárního časopisu BLAST, editovaného Lewisem, v červnu 1914 a červenci 1915. Obsahovala práce Ezra Pounda a Thomase S. Eliota, stejně jako samotných vorticistů. V prvním vydání publikoval Ford Madox Ford pod jménem Ford Madox Hueffer „The Saddest Story“ (Nejsmutnější příběh), desetistránkový výtah ze začátku svého románu The Good Soldier. Jeho typografickou odvážnost označil ruský umělec El Lisickij za jednu z předzvěstí revoluce v grafickém designu během dvacátých a třicátých let 20. století.

## Rozpad hnutí
Experimentální obrazy a sochařství pomocí úhlového zjednodušení a abstrakce od Lewise, Wadswortha, Shakespearové a dalších, byly vystaveny v Rebel Art Center v roce 1914, před vznikem vorticistické skupiny. Tyto práce byly současné a srovnatelné s abstrakcí evropských umělců, jako Wassily Kandinsky, František Kupka a ruská Rayisto Groupe (Rayonismus). Vorticisté uspořádali v roce 1915 pouze jednu výstavu v Doré Gallery v Londýně. Hlavní část výstavy zahrnovala díla umělců: Jessica Dismorr, Frederick Etchells, Wyndham Lewis, Henri Gaudier-Brzeska, William Roberts, Helen Saunders a Edward Wadsworth. Byla tam menší část s názvem Those Invited To Show („Ti, kteří byli přizváni k výstavě“). Tato část zahrnovala několik dalších umělců. Překvapivě nebyl zastoupen Jacob Epstein, přestože jeho kresby byly otištěny v časopise BLAST.
Po této akci se hnutí rozpadlo, z velké části kvůli začátku první světové války a částečně pro nezájem veřejnosti o tento styl. Gaudier-Brzeska byl zabit během vojenské služby, zatímco vedoucí postavy, jako byl Epstein, se od Lewise stylově distancovaly. Krátký pokus Lewise o oživení hnutí v roce 1920 pod názvem Group X (Skupina X) se ukázal neúspěšný. Nicméně Pound, jak je patrné z jeho korespondence s Lewisem, byl oddán cílům hnutí ještě více než čtyřicet roků po jeho zániku.
Zatímco Lewis je obecně považován za ústřední postavu v hnutí, zdá se, že to bylo spíše pro jeho kontakty a schopnosti sebepropagátora a diskutéra než pro kvalitu jeho díla. Výstava z roku 1956 v Tate Gallery nesla název Wyndham Lewis and Vorticism, zdůrazňující jeho významné místo v hnutí. To rozhněvalo další členy skupiny. Bomberg a Roberts (kteří v této věci publikovali řadu Vortex Pamphlets ) silně protestovali proti Lewisově tvrzení vytištěném v katalogu výstavy: Vorticismus byl ve skutečnosti to, co jsem osobně udělal, a řekl, v určitém období.

## Nedávné výstavy
- The Vorticists: Rebel Artists in London and New York, 30. září 2010 – 2. ledna 2011[9][10]
- The Vorticists: Rebel Artists in London and New York, 29. ledna 2001 – 15. května 2011
- Vorticists: Manifesto for a Modern World, 14. června 2011 – 4. září 2011